# Augolesthus pulcher
Augolesthus pulcher là một loài bọ cánh cứng trong họ Tenebrionidae. Loài này được Pic miêu tả khoa học năm 1927.